# Creston (Californie)
Pour les articles homonymes, voir Creston.
Creston est une census-designated place du comté de San Luis Obispo en Californie. Elle est située à environ 25 km au sud-est de Paso Robles.

## Démographie
| 2000 | 2010 | - | - | - | - |
| ---- | ---- | - | - | - | - |
| 25   | 94   | - | - | - | - |